# 2 plus 1
2 plus 1 (Dwa Plus Jeden) – polski zespół wykonujący muzykę pop, folk rock i folk, a w późniejszym okresie swojej działalności także disco, rock i synth pop, założony w 1971 w Warszawie przez Janusza Kruka i Elżbietę Dmoch. Grupa ma w swoim dorobku 10 albumów studyjnych (w tym 3 złote płyty), prestiżowe nagrody, oraz liczne koncerty, zarówno w kraju, jak i za granicą. Czas największej popularności zespołu w Polsce przypada na lata 70. XX wieku, a na przełomie lat 70. i 80. grupa osiągnęła również znaczący sukces w Europie Zachodniej. Kres działalności zespołu przyniosła śmierć Janusza Kruka (1992), ale w latach 1998–2019 miały miejsce reaktywacje zespołu.
2 plus 1 pozostaje jedną z najpopularniejszych polskich grup muzycznych. Znajduje się wśród wykonawców, którzy wywarli największy wpływ na historię krajowej muzyki popularnej. Zespół wprowadził do kanonu rodzimej muzyki rozrywkowej wiele pamiętanych do dziś przebojów, w tym „Chodź, pomaluj mój świat”, „Czerwone słoneczko”, „Hej, dogonię lato”, „Wstawaj, szkoda dnia”, „Windą do nieba” z lat 70., „Iść w stronę słońca”, „Requiem dla samej siebie”, „XXI wiek (dla wszystkich nas)” czy „Wielki mały człowiek” z lat 80. Do najbardziej znanych międzynarodowych utworów 2 plus 1 wlicza się „Easy Come, Easy Go” i „Singapore”.

## Historia

### 1971–1975: Powstanie zespołu i pierwsze sukcesy
Zespół został założony w Warszawie w styczniu 1971 przez gitarzystę Janusza Kruka oraz flecistkę Elżbietę Dmoch, którzy w późnych latach 60. należeli do krótko istniejącej grupy Warszawskie Kuranty. Wkrótce dołączył do nich nowy gitarzysta, Andrzej Rybiński. Zespół rozpoczął współpracę z polską kompozytorką Katarzyną Gärtner i stał się pierwszym estradowym wykonawcą jej piosenek. Debiutanckie występy grupy miały miejsce w hotelu Bristol w Warszawie. Pomysłodawcą nazwy zespołu był Maciej Pietrzyk.
Latem 1971 grupa wystąpiła na Krajowym Festiwalu Piosenki Polskiej w Opolu, gdzie dostała nagrodę za piosenkę „Nie zmogła go kula”. Było to pierwsze wystąpienie 2 plus 1 przed dużą publicznością oraz pierwsza szansa zaprezentowania się masowemu odbiorcy. Krótko po występie w Opolu Andrzej Rybiński opuścił zespół, zakładając własną formację Andrzej i Eliza, a zastąpił go Andrzej Krzysztofik. W tym składzie zespół wziął udział w Festiwalu Piosenki Żołnierskiej w Kołobrzegu, gdzie przedstawił piosenkę „Już nie będę taki głupi”. Tego samego roku muzycy nagrali swój pierwszy minialbum, zatytułowany 2+1, na którym znalazły się cztery nagrania utrzymane w stylu ludowym. Zespół rozpoczął występy także za granicą, m.in. w Berlinie Zachodnim i Związku Radzieckim.
W 1972 kolejne piosenki 2 plus 1: „Czerwone słoneczko” i „Chodź, pomaluj mój świat” stały się dużymi przebojami i przyniosły grupie ogólnokrajową popularność. Latem wystąpili na festiwalu w Sopocie, a w grudniu nakładem Polskich Nagrań został wydany debiutancki longplay o tytule Nowy wspaniały świat. Oprócz dwóch wcześniej znanych hitów zawierał on także piosenki „Wstawaj, szkoda dnia” i „Hej, dogonię lato”, które również zdobyły dużą popularność. Album sprzedał się w wysokim nakładzie i został certyfikowany jako złoty. W wielu konkursach zespół 2 plus 1 został obwołany grupą roku. Na Festiwalu Piosenki Żołnierskiej w Kołobrzegu otrzymali Złoty Pierścień, najwyższą nagrodę za utwór „Czerwone słoneczko”. Wykonali również utwór „Uśmiech dla żołnierza” który zdobył Nagrodę Miasta Kołobrzeg.
16 stycznia 1973 Janusz i Elżbieta wzięli ślub. Miesiąc później grupa została zaproszona do niemieckiego programu telewizyjnego Disco. Chociaż popowo-folkowy styl zespołu różnił się bardzo od muzyki popularnej wówczas w Europie Zachodniej, to jednak piosenka „Zjechaliśmy kapelą” została przyjęta ciepło przez tamtejszą publiczność. W czerwcu 2 plus 1 po raz trzeci zaśpiewali na festiwalu w Opolu, a ich piosenka „Codzienność” otrzymała nagrodę dziennikarzy. W tym samym roku zespół nagrał piosenki „Gwiazda dnia” i „Baobab” do filmu W pustyni i w puszczy. Na Festiwalu Piosenki Żołnierskiej wykonali dwie piosenki: „Trąbi trąbka trąbi” oraz „Kołysanka matki”. W tym samym roku został zrealizowany półgodzinny film muzyczny, promujący album Nowy wspaniały świat którego premiera odbyła się 1 maja 1974 w TVP. Reżyserem programu był Jerzy Woźniak, a w materiale znalazły się również dwa niewydane nagrania radiowe: „Panno czarnoziemna” i „W środku dnia”. Był to pierwszy tematyczny recital zespołu.
Wiosną 1974 2 plus 1 pierwszy raz odwiedzili Stany Zjednoczone i Kanadę. Występowali także w Szkocji, Francji, Szwajcarii i Niemczech Zachodnich. Dzięki piosence „Kołysanka matki” zespół zajął trzecie miejsce na festiwalu w Sopocie (podczas tego festiwalu otrzymał złotą płytę za debiutancki album, a Elżbieta Dmoch zdobyła nagrodę fotoreporterów - tytuł Miss Obiektywu, którą otrzymała także 2 lata później na festiwalu w Opolu). Grupa wzięła udział w programie telewizyjnym Piosenki z autografem obok innych popularnych polskich artystów, takich jak Anna Jantar czy Danuta Rinn, wykonując hit „Na luzie”. Brytyjski magazyn muzyczny Music Week obwołał 2 plus 1 gwiazdą roku.
Zespół z powodzeniem kontynuował występy, między innymi w NRD, Czechosłowacji, ZSRR i w Polsce. Ich drugi, długo oczekiwany album został wydany tego roku. Koncepcyjna płyta Wyspa dzieci okazała się kolejnym wielkim sukcesem i zawierała znane już przeboje „Gwiazda dnia”, „Kołysanka matki” i „Na luzie”, a także popularną piosenkę tytułową. Nowe aranżacje, zawierające elementy muzyki symfonicznej, pokazały muzyczny rozwój 2 plus 1. Album sprzedał się bardzo dobrze i zebrał pozytywne recenzje. Zespół wystąpił na Festiwalu Piosenki Radzieckiej w Zielonej Górze w czerwcu tego roku.

### 1976–1979: Rozwój muzyczny

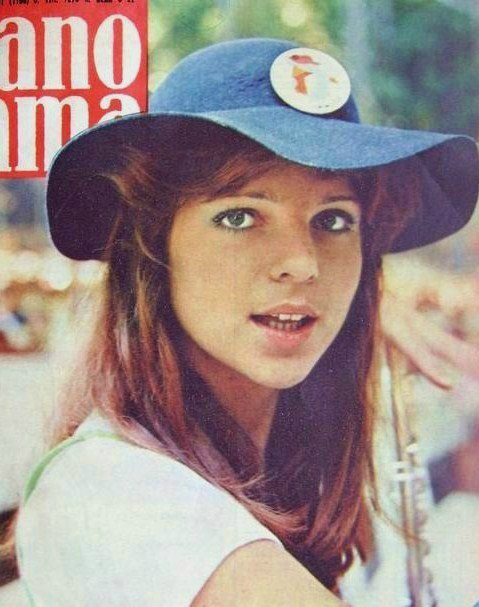
Elżbieta Dmoch (1975)

Kolejna piosenka, „Odpłyniesz wielkim autem”, stała się hitem i została wydana także na singlu w Niemczech. Zespół postanowił napisać suitę w całości poświęconą tragicznie zmarłemu przed laty aktorowi Zbigniewowi Cybulskiemu. Spektakl muzyczny miał premierę w Opolu w 1976 i błyskawicznie zdobył pochwalne recenzje. Nowe piosenki charakteryzowały się dojrzalszym i bardziej wyrafinowanym brzmieniem niż poprzednie dokonania 2 plus 1. Również w 1976 Andrzej Krzysztofik opuścił zespół, a jego miejsce zajął Cezary Szlązak, który już wcześniej pracował z 2 plus 1, choć nie był jeszcze oficjalnym członkiem grupy. W tym składzie zespół miał osiągnąć największe sukcesy.
Na początku 1977, w 10. rocznicę śmierci Cybulskiego, zespół zaczął nagrywać swój trzeci album, Aktor, oparty na znanym już wcześniej spektaklu. Największym hitem z płyty zostało nagranie „Muzyka w serca wstąpi nam”. Muzycy udali się w trasę z nowym repertuarem, nie tylko w Polsce, ale także w NRD i Czechosłowacji, gdzie album został wydany pod nazwą Herec. W połowie 1977 2 plus 1 nagrali dwie piosenki w Niemczech – „Ring Me Up” oraz „Free Me” i wydali je na singlu.
W początkach 1978 zespół nagrywał swój następny album, Teatr na drodze, będący stylistycznym powrotem do poprzedniego, łatwiej przyswajalnego stylu. Na albumie znalazł się jeden z największych hitów 2 plus 1, „Windą do nieba”, a także „Ding-dong”, „Romanse za grosz” i „Ballada łomżyńska”, nagrana wspólnie z Czesławem Niemenem. Nakręcono także promocyjny film muzyczny pod tym samym tytułem. Latem grupa udała się na Kubę, gdzie wykonywała „La Habana mi amor” (hiszpańską wersję „California mon amour”) i nagrała program telewizyjny. Podczas festiwalu sopockiego zespół zdobył nagrodę za wykonanie „Windą do nieba” oraz „Ding-dong”. W tym samym roku inna singlowa piosenka stała się hitem, „Taksówka nr 5”, skomponowana po wypadku samochodowym, jakiego doznał zespół kilka lat wcześniej.
W marcu 1979 2 plus 1 ponownie odwiedzili Kubę, gdzie ich dwutygodniowe tournée spotkało się z sukcesem. Zespół nagrał tam także singel z piosenkami „Margarita” i „La Habana mi amor” (była to pierwsza płyta nagrana przez polskiego wykonawcę w tym kraju). W Polsce ukazał się piąty album, Irlandzki tancerz, inspirowany irlandzką muzyką ludową i zawierający polskie przekłady trzynastu starych irlandzkich ballad. Odbiór wydawnictwa był bardzo pozytywny. Nakręcono promocyjny film muzyczny pod tym samym tytułem, a jego premiera telewizyjna odbyła się 18 maja 1980 w Telewizji Polskiej. Na przełomie lat 70. i 80. grupa nagrała kilka piosenek dla radia, które nigdy nie zostały wydane na żadnym nośniku, m.in. „Droga donikąd” czy „Cafe Magnolia”.

### 1979–1981: Kariera międzynarodowa
Latem 1979 grupa nagrała kolejny singel przeznaczony na niemiecki rynek, zawierający dwie piosenki: „Easy Come, Easy Go” oraz „Calico Girl”. Nagranie „Easy Come, Easy Go” osiągnęło duży sukces komercyjny, zwłaszcza w Niemczech Zachodnich. Zespół wykonywał tę piosenkę w bardzo popularnych wówczas niemieckich programach Musikladen i Ein Kessel Buntes. Zachodni producenci zaoferowali 2 plus 1 nagranie pełnej anglojęzycznej płyty i tak na początku 1980 został wydany album Easy Come, Easy Go. Płyta, nagrana z niemieckimi producentami i amerykańskimi muzykami, zawierała wyłącznie anglojęzyczny materiał, który stylistycznie nawiązywał do twórczości takich grup jak ABBA, Boney M. czy Goombay Dance Band. Pochodziło z niej sporo przebojów, w tym „My Gypsy Lady”, „More”, a także „Singapore”, który dotarł do miejsca 7. w Japonii. Album okazał się dużym sukcesem i został certyfikowany jako złoty. Tego samego roku 2 plus 1 pojawili się na festiwalu w Sopocie jako główna gwiazda, gdzie przedstawili nowy repertuar.
W kwietniu 1981 polska telewizja wyemitowała program muzyczny Moje marzenia z polskimi, jak i zagranicznymi piosenkami zespołu. Tego samego roku grupa nagrała kolejną polską piosenkę – „Iść w stronę słońca”. Stała się ona jednym z największych przebojów zespołu. Ukazał się także drugi międzynarodowy album, Warsaw Nights. Promowany był m.in. przez piosenkę „Blue Lights of Pasadena” i osiągnął porównywalny sukces do Easy Come, Easy Go. Grupa występowała w Villach w Austrii i spędziła kilka miesięcy koncertując w USA. Rosnąca popularność 2 plus 1 w Europie Zachodniej została niespodziewanie przerwana na skutek wybuchu stanu wojennego w Polsce w grudniu 1981. Podróżowanie za granicę stało się utrudnione i muzycy skupili się ponownie na rynku krajowym. Swój ostatni anglojęzyczny utwór, „Rocky Doctor”, wydali dwa lata później.

### 1982–1987: Nowy kierunek muzyczny
2 plus 1 nawiązali współpracę z Andrzejem Mogielnickim i w 1982 ukazał się nowy singel z piosenkami „Kalkuta nocą” i „Obłędu chcę”. Te dwa nagrania, utrzymane w stylu nowofalowym, zapowiadały kolejny zwrot w muzycznej karierze grupy. 1 lipca 1983 2 plus 1 wystąpili na festiwalu opolskim, gdzie zaprezentowali awangardowe show zawierające piosenki z nadchodzącej płyty. Występ ten bardzo spodobał się krytykom, od których zespół zebrał wiele pozytywnych recenzji, a także publiczności, wzbudzając entuzjazm szczególnie wśród młodych ludzi. Wkrótce na rynku pojawił się ósmy album, Bez limitu. Prezentował on zupełnie nowy styl, sposób śpiewania, a także image muzyków. Premierowe nagrania bardzo różniły się od poprzednich dokonań zespołu, będąc połączeniem rocka i synth popu. Wiele piosenek z płyty stało się przebojami, w tym „Nic nie boli”, „Requiem dla samej siebie”, „XXI wiek (Dla wszystkich nas)” i „Superszczur”.
Bez limitu stało się ogromnym sukcesem komercyjnym, osiągając status złotej płyty, a także zebrało pozytywne opinie krytyków – uznawana jest za jedną z najlepszych w dorobku zespołu. 2 plus 1 byli jednym z nielicznych wykonawców popularnych w latach 70., którym udało się z sukcesem kontynuować karierę także w następnej dekadzie, kiedy to rynek muzyczny w Polsce był zdominowany przez muzykę rockową.
W lutym 1984 2 plus 1 wystąpili w Sali Kongresowej w Warszawie. Podczas transmitowanego przez telewizję koncertu zespół otrzymał złote płyty za dwa poprzednie albumy: Easy Come, Easy Go i Bez limitu. Kolejny singel grupy, „Wielki mały człowiek” ukazał się w tym samym roku, będąc zapowiedzią następnej płyty. Piosenka stała się jednym z największych hitów 2 plus 1 i radziła sobie bardzo dobrze na listach przebojów. Nagrywając materiał na nową płytę, zespół rozpoczął współpracę z Maciejem Zembatym i Johnem Porterem.
Video, dziewiąty studyjny album 2 plus 1, ukazał się w 1985 nakładem wytwórni Savitor. Muzycznie płyta była kontynuacją elektronicznego brzmienia znanego z płyty Bez limitu, choć nowością było wykorzystanie instrumentów dętych. Zawierała dziesięć nagrań opartych na synth popie i nurcie New romantic. Na singlach wydane zostały utwory „Chińskie latawce”, gdzie anglojęzyczne partie tekstu śpiewa John Porter, „Koszmar” oraz piosenka tytułowa. Nagrano także specjalny program telewizyjny, który promował album. W 1985 Cezary Szlązak wydał swój pierwszy i zarazem jedyny singel solowy, z piosenkami „Bezpłatny kurs” oraz „Inne życie, inny świat”.
Po wydaniu płyty Video nastąpił spadek aktywności muzycznej 2 plus 1. Grupa występowała coraz mniej i rzadko pokazywała się w telewizji. W 1986 wydano jedynie koncertową kompilację Greatest Hits – Live. Znalazły się tam największe hity oraz fragment koncertu z Sali Kongresowej z 1984. Ukazał się również singel nagrany specjalnie z okazji Mundialu '86, zawierający dwie piosenki: „Orły do boju” i „Trochę nadziei na wygraną”. W 1987 Janusz Kruk zaczął komponować muzykę do przedstawień teatralnych. Skomponował m.in. tło muzyczne do spektaklu Szaleństwa pana Hilarego, opartego na utworze Juliana Tuwima. Zespół nagrał jedną nową piosenkę, „Ocalić coś”, która później trafiła na kompilację różnych artystów pt. Całuj gorąco.

### 1988–1997: Ostatni album i zawieszenie działalności

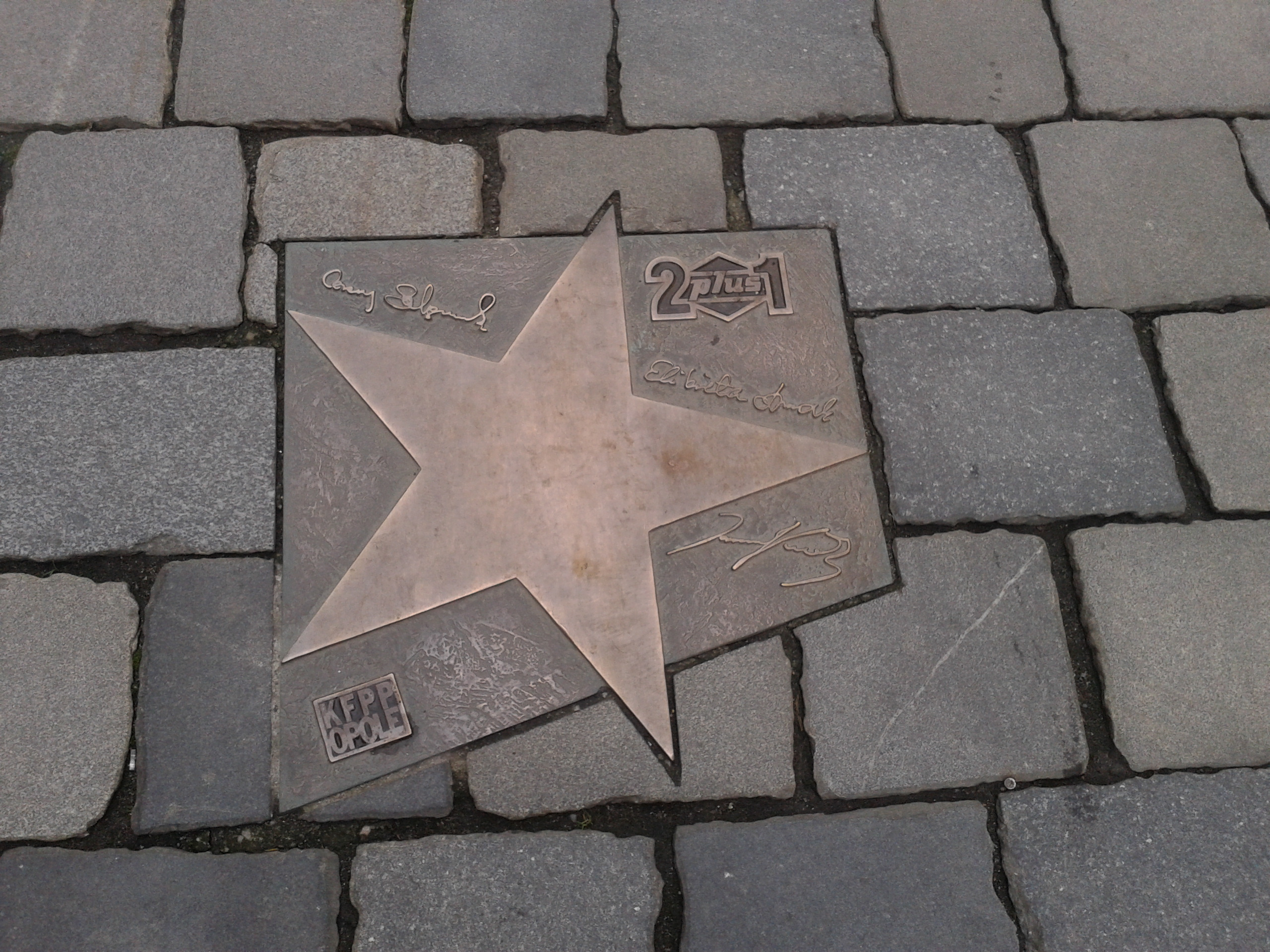
Gwiazda 2 plus 1 w Alei Gwiazd Festiwalu Polskiej Piosenki w Opolu

W drugiej połowie lat 80. miał miejsce rozpad związku Janusza i Elżbiety. Para ostatecznie rozwiodła się w 1989, jednak pozostała w przyjacielskich stosunkach. Pomimo problemów osobistych, zespół nie przerwał działalności i szukał pomysłów do realizacji kolejnej płyty. W 1988 2 plus 1 rozpoczęli współpracę z Jackiem Cyganem, który napisał większość tekstów na nadchodzący album. Zespół przedstawił część nowego materiału w programie Premie i premiery, a ich dziesiąty i ostatni album, zatytułowany Antidotum, ukazał się w 1989. Zawierał dziesięć nagrań utrzymanych w stylu pop-rock, i choć nie dorównał pod względem sprzedaży wcześniejszym albumom, to kilka nagrań z niego pochodzących zdobyło względną popularność, m.in. „Ocalę cię”, „Chłodnym okiem”, „Niech w tobie gra coś pięknie”.
Grupa wyruszyła w trasę koncertową po USA w 1990. Podczas jednego z występów Janusz Kruk zasłabł na scenie, co skłoniło zespół do ograniczenia działalności koncertowej. W 1990 zespół pojawił się w programie Magazyn Muzyczny Rytm, gdzie wykonał dwie piosenki: „Ameryka cię zje” i „Margarita”, a w międzyczasie Janusz kontynuował pisanie muzyki do sztuk teatralnych. W 1991 została wydana przez frimę Sonic druga kompilacja 2 plus 1, zatytułowana 18 Greatest Hits. Był to pierwszy album grupy wydany od razu na nośniku CD, a także jedna z pierwszych płyt kompaktowych w Polsce zawierających muzykę polskiego wykonawcy. Płytę promowano na antenie radiowej i telewizyjnej. Wówczas po raz ostatni można było zobaczyć zespół 2 plus 1 w składzie z Januszem Krukiem, pomimo braku nowej aktywności muzycznej. Rok 1992 przyniósł definitywne zawieszenie działalności 2 plus 1, kiedy to 18 czerwca Janusz Kruk, po przebytej operacji, zmarł na zawał serca. Po tym wydarzeniu Elżbieta, która mocno przeżyła śmierć Janusza, wycofała się z życia publicznego i artystycznego. Na rynku regularnie zaczęły pojawiać się kompilacje nagrań 2 plus 1, m.in. wydana przez wytwórnię Sonic Greatest Hits Vol. 2 w 1997, zawierająca wiele niewydanych wcześniej piosenek.

### 1998–2019: Powrót zespołu w częściowo nowym składzie
Jesienią 1998 Cezary Szlązak i Elżbieta Dmoch zdecydowali się na reaktywację 2 plus 1 z dwoma nowymi muzykami. Ich pierwszy występ miał miejsce w jednej z warszawskich szkół, a we wrześniu grupa pojawiła się na koncercie Piknik Dwójki – Pożegnanie lata w Gnieźnie, który został gorąco przyjęty. Artystka pojawiła się w programie Dozwolone od lat 40 Marii Szabłowskiej i Krzysztofa Szewczyka, gdzie udzieliła wywiadu. Występy na żywo gromadziły wielu fanów, planowano też nagranie nowego materiału. Elżbieta Dmoch planowała także nagrać świąteczny utwór w duecie z Jerzym Grunwaldem.  Na początku 1999 Elżbieta i Cezary razem z Markiem Dutkiewiczem i Witoldem Pogranicznym wzięli udział w programie Szansa na sukces Elżbiety Skrętkowskiej. Był to ostatni publiczny występ Dmoch. Wokalistka wystąpiła jeszcze dwukrotnie w 2002. Wówczas, z okazji 10. rocznicy śmierci Janusza Kruka, w Łomży odbył się specjalny koncert przygotowany przez młodzież ze studia piosenki Pop-Art. Elżbieta Dmoch była gościem honorowym, wykonała także kilka utworów ze swojego repertuaru.  
Po wycofaniu się w 1999 z życia artystycznego i towarzyskiego przez Elżbietę Dmoch, do Cezarego Szlązaka dołączyła wokalistka Urszula Blaszyńska. Zespół uzupełnili również: Michał Król (od 1998) – gitara i wokal, Tomasz Kosiarkiewicz (od 1999) – instrumenty klawiszowe i wokal, perkusja: początkowo Dariusz Sygitowicz (1998–2009), a następnie Adam „Blacha” Blaszyński (od 2009).
W latach 2015–2016 zespół na swoje 45-lecie zagrał trasę liczącą 45 koncertów obejmującą Polskę i Litwę. Podczas występów zespół przygotował program Retrospekcja podczas którego zagrał swoje największe przeboje jak i materiał anglojęzyczny.
12 sierpnia 2019 zmarł Cezary Szlązak. W zespole muzyk koncertował do połowy lipca 2019. Jego wielkim życzeniem było, aby zespół nadal koncertował i niósł słuchaczom przeboje 2 plus1 dalej, nie pozwalając o nich zapomnieć.

## Skład zespołu

### Członkowie zespołu
- Janusz Kruk – śpiew, gitara (1971–1992)
- Elżbieta Dmoch – śpiew, flet (1971–1992) i (1998–1999)
- Andrzej Rybiński – śpiew, gitara (1971)
- Andrzej Krzysztofik – gitara basowa, harmonijka ustna, śpiew (1971–1976)
- Cezary Szlązak – saksofon, klarnet, śpiew (1976–1992) i (1998–2019)
- Piotr Rossa – perkusja (1971)
- Adam Pilawa – (skrzypce, pianino (1975–1977)[18][19]
- Zbigniew Brzeziński – melotron, skrzypce, gitara (1976–?)[18]
- Andrzej Pawlik – gitara basowa, śpiew (1976–1978)[18]
- Andrzej Wójcik – (perkusja)
- Bogusław Mietniowski – gitara basowa (1979–1989)
- Dariusz Sygitowicz – perkusja (1998–2009)
- Michał Król – gitara (od 1998)
- Urszula Blaszyńska – wokal (od 1999)
- Tomasz Kosiarkiewicz – instrumenty klawiszowe (od 1999)
- Adam „Blacha” Blaszyński – perkusja (2009–2022)

## Dyskografia

### Albumy studyjne
- 1972: Nowy wspaniały świat
- 1975: Wyspa dzieci
- 1977: Aktor
- 1978: Teatr na drodze
- 1979: Irlandzki tancerz
- 1980: Easy Come, Easy Go
- 1981: Warsaw Nights
- 1983: Bez limitu
- 1985: Video
- 1989: Antidotum

## Nagrody i wyróżnienia
- 1971: Nagroda na Krajowym Festiwalu Piosenki Polskiej w Opolu za piosenkę „Nie zmogła go kula”
- 1971: Nagroda na Festiwalu Piosenki Żołnierskiej w Kołobrzegu za piosenkę „Już nie będę taki głupi”
- 1972: Złoty Pierścień na Festiwalu Piosenki Żołnierskiej w Kołobrzegu za piosenkę „Czerwone słoneczko”
- 1972: Tytuł "Najpopularniejszego Zespołu Roku" w plebiscycie słuchaczy Studia Rytm
- 1972: Tytuł "Najpopularniejszego Zespołu Roku" w ankiecie czasopisma Synkopa
- 1972: Tytuł "Najpopularniejszego Zespołu Roku" w ankiecie czasopisma Zarzewie
- 1972: VII miejsce w plebiscycie "Zespół Roku – Polska" czasopisma Non Stop
- 1973: Nagroda dziennikarzy na Krajowym Festiwalu Piosenki Polskiej w Opolu za piosenkę „Codzienność”
- 1973: Nagroda dziennikarzy na Festiwalu Piosenki Żołnierskiej w Kołobrzegu za piosenkę „Kołysanka matki”
- 1973: V miejsce w plebiscycie "Zespół Roku – Polska" czasopisma Non Stop
- 1973: VII miejsce w plebiscycie "Wokalistka Roku – Polska" czasopisma Non Stop dla Elżbiety Dmoch
- 1973: VII miejsce w plebiscycie "Utwór Roku – Polska" czasopisma Non Stop za piosenkę „Wstawaj, szkoda dnia”
- 1973: III miejsce w I Plebiscycie Warszawsko-Mazowieckiego Ośrodka Radiowo-Telewizyjnego na "Warszawską piosenkę roku 1973" za piosenkę „Jesień w mieście”
- 1974: Nagroda specjalna ZSMP na Krajowym Festiwalu Piosenki Polskiej w Opolu za piosenkę „W młodości sadźcie drzewa”
- 1974: III miejsce na Międzynarodowym Festiwalu Piosenki w Sopocie za piosenkę „Kołysanka matki”
- 1974: Tytuł "Miss Obiektywu" na Międzynarodowym Festiwalu Piosenki w Sopocie dla Elżbiety Dmoch
- 1974: Tytuł "Gwiazdy Roku" przyznany przez brytyjski magazyn muzyczny Music Week
- 1974: II miejsce w plebiscycie "Zespół Roku – Polska" czasopisma Non Stop
- 1974: I miejsce w plebiscycie "Utwór Roku – Polska" czasopisma Non Stop za piosenkę „Na luzie”
- 1974: I miejsce w plebiscycie "Wokalistka Roku – Polska" czasopisma Non Stop dla Elżbiety Dmoch
- 1974: VII miejsce w plebiscycie "Wokalista Roku – Polska" czasopisma Non Stop dla Janusza Kruka
- 1975: V miejsce w plebiscycie "Utwór Roku – Polska" czasopisma Non Stop za piosenkę „Wyspa dzieci”
- 1975: V miejsce w plebiscycie "Wokalistka Roku – Polska" czasopisma Non Stop dla Elżbiety Dmoch
- 1975: V miejsce w plebiscycie "Wykonawca Roku – Kraj" czasopisma Panorama
- 1975: VI miejsce w plebiscycie "Piosenka Roku – Kraj" czasopisma Panorama za piosenkę „Wyspa dzieci”
- 1975: II miejsce w plebiscycie "Zespół Roku 1975" czasopisma Dziennik Bałtycki
- 1976: Tytuł "Miss Obiektywu" na Krajowym Festiwalu Piosenki Polskiej w Opolu dla Elżbiety Dmoch
- 1976: IV miejsce w plebiscycie "Zespół Roku – Polska" czasopisma Non Stop
- 1976: XII miejsce w plebiscycie "Wykonawca Roku – Polska" czasopisma Panorama
- 1977: Wygrana w plebiscycie Programu III Polskiego Radia z utworem „U kowala”
- 1977: II miejsce w plebiscycie "Zespół Roku – Polska" czasopisma Non Stop
- 1977: VIII miejsce w plebiscycie "Wykonawca Roku – Polska" czasopisma Panorama
- 1978: I miejsce w konkursie wytwórni fonograficznych na Międzynarodowym Festiwalu Piosenki w Sopocie za wykonanie piosenek „Windą do nieba” i „Ding-dong”
- 1978: Nagroda specjalna na festiwalu w Celje w Jugosławii
- 1978: II miejsce w plebiscycie "Zespół Wokalno-Instrumentalny Roku – Polska" czasopisma Non Stop
- 1978: II miejsce w plebiscycie "Utwór Roku – Polska" czasopisma Non Stop za piosenkę „Ding-dong”
- 1978: V miejsce w plebiscycie "Utwór Roku – Polska" czasopisma Non Stop za piosenkę „Windą do nieba”
- 1978: I miejsce w plebiscycie "Płyta LP – Polska" czasopisma Non Stop za album Teatr na drodze
- 1978: V miejsce w plebiscycie "Wykonawcy których nagrań oczekuje się najbardziej – Polska" czasopisma Non Stop
- 1979: V miejsce w plebiscycie "Zespół Wokalno-Instrumentalny Roku – Polska" czasopisma Non Stop
- 1980: III miejsce w plebiscycie "Zespół Wokalno-Instrumentalny Roku – Polska" czasopisma Non Stop
- 1980: VII miejsce w plebiscycie "Wykonawca Roku – Polska" czasopisma Panorama
- 1981: Wygrana w radiowym konkursie Studia Młodych na piosenkę dla młodzieży z utworem „Iść w stronę słońca”
- 1981: IV miejsce w plebiscycie "Zespół Wokalno-Instrumentalny Roku – Polska" czasopisma Non Stop
- 1982: V miejsce w plebiscycie "Singiel Roku" czasopisma Panorama za singel „Kalkuta nocą”/„Obłędu chcę”